# Licht und Wahrheit
Die Johannisloge „Licht und Wahrheit“ ist eine Freimaurerloge in Hamburg. Sie ist Mitglied der Großen Landesloge der Freimaurer von Deutschland (GLLFvD) und damit auch der Vereinigten Großlogen von Deutschland (VGLvD). Sie  hat die Matrikelnummer 219 der GLLFvD bzw. die Matrikelnummer 717 der VGLvD.

## Geschichte
Die Johannisloge Licht und Wahrheit  wurde am 29. August 1925 in Hamburg gegründet. Ihr erster Logenmeister war Harry Puls. Im Jahr 1935 teilte die Loge das Schicksal aller anderen Freimaurerlogen in Deutschland und wurde auf Erlass des Reichsministeriums des Inneren zwangsaufgelöst. Am 14. Juli 1935 fand die Schlussfeier der GLLFvD statt. 
Nach dem Ende des Zweiten Weltkriegs wurde am 2. April 1947 in Hamburg  die freimaurerische Arbeit der Johannisloge Licht und Wahrheit wieder aufgenommen.

## Aktuelles
Die Johannisloge Licht und Wahrheit hat gegenwärtig etwa 20 Mitglieder im Alter von 22 bis 80 Jahren. Die Zusammenkünfte finden immer dienstags im Logenhaus der Johannislogen in Hamburg statt.